# Dasypoda morawitzi
Dasypoda morawitzi – gatunek pszczoły z rodziny spójnicowatych (Melittidae). Opisana w 2016 roku na podstawie zebranych osobników pierwotnie zidentyfikowanych jako obrostka letnia (Dasypoda hirtipes). Nazwana na cześć rosyjskiego entomologa niemieckiego pochodzenia Ferdinanda Morawitza.

## Opis
Ciało gęsto pokryte długimi ciemnożółtymi lub szarymi włoskami. U samic tylne golenie oraz pierwszy człon stopy wyposażone są w bardzo gęste szczoteczki o żółtej barwie. W przypadku samców rzadsze owłosienie nóg. Odwłoki samic wyposażone w białe przepaski na tergitach 2-4. Na odwłoku samców przepaski na wszystkich tergitach. Charakterystyczną cechą gatunku są też ciemno plamkowane, zielone oczy.

## Biologia
Lata od końca maja do września. Jak wszystkie obrostki, Dasypoda morawitzi zakłada swoje gniazda w wykopanych przez siebie norkach w ziemi. Norki obrostek są dość głębokie (u obrostki letniej to ok. 40-60 cm), głębsze od należących do tej samej rodziny spójnic (Melitta) i skrócinek (Macropis). Larwy zaopatrywane są w pokarm będący mieszaniną pyłku i nektaru. Preferuje suche tereny trawiaste o piaszczystym podłożu. W Polsce gatunek znajdywany na suchych łąkach, murawach kserotermicznych czy w okolicach torów kolejowych. Preferencje pokarmowe są prawdopodobnie szersze w porównaniu z obrostką letnią, jednak kwestia ta wymaga jeszcze zbadania, ze względu na to, że przed 2016 rokiem te dwa gatunki nie były odróżniane od siebie i uznawane za jeden. Najczęściej odwiedza kwiaty roślin z rodzin astrowatych i ołownicowatych, ale znane są również obserwacje samic zbierających pyłek z poszczególnych gatunków selerowatych, ogórecznikowatych, przewiertniowatych i jasnotowatych.

## Rozmieszczenie geograficzne
Dasypoda morawitzi została stwierdzona w Ukrainie, Rosji, Kazachstanie, Turcji, Serbii, Bułgarii, Węgrzech, Słowacji, Polsce, Austrii, Niemczech, Francji i Hiszpanii. W Polsce uważana za gatunek rzadki. Odnaleziona dotychczas w województwie kujawsko-pomorskim, mazowieckim, podlaskim, świętokrzyskim, dolnośląskim, opolskim, wielkopolskim i lubuskim.